# Kōji Nakamoto
Kōji Nakamoto 仲本 工事 (Nakamoto Kōji?) (Shibuya, 5 luglio 1941 – Yokohama, 19 ottobre 2022) è stato un comico, attore e cantante giapponese.
Era membro del gruppo comico The Drifters.
Nakamoto si è laureato all'Università Gakushuin. Occasionalmente è apparso come attore in film drammatici e film.
Kōji Nakamoto morì il 19 ottobre 2022 in uno scontro stradale a 81 anni.

## Vita privata
Nel settembre 1974, suo padre Kotoku morì di ulcera allo stomaco. Nakamoto si è sposato tre volte: il primo matrimonio fu con una cantante hawaiana che frequentava da dieci anni si sposò a Karuizawa il 19 febbraio 1976 e non aveva avuto figli, e la coppia rimase unita fino al 1982, anno della morte di lei. Il secondo tra il 1991 e il 2004 con una ragazza di nome Mie di ventiquattro anni più giovane, appena divorziata e aveva una figlia, da cui ha avuto due figli. Nel luglio 2012 si risposò con Junka Sandai, una cantante di ventisette anni più giovane e la coppia rimase unita fino alla morte di lui.

## Filmografia

### Cinema
- Yawara! - Jenny la ragazza del judo film live action, (1989)
- Netemo sametemo (寝ても覚めても), (2018)

### Televisione
- Tōyama no Kin-san (1985–1986)
- Sōrito Yobanaide (1997)
- Scrap Teacher: Kyōshi saisei (2008)

### Varietà
- Hachiji Dayo, Zen'inshugo! (1969–1985)
- Dorifu Daibakusho (1976–2003)
- Tobe Son Goku (1977–1978)